# Scrophularia sambucifolia
Scrophularia sambucifolia är en flenörtsväxtart. Scrophularia sambucifolia ingår i släktet flenörter, och familjen flenörtsväxter.

## Underarter
Arten delas in i följande underarter:
- S. s. mellifera
- S. s. sambucifolia